# شينوبي (لعبة آركيد)
لعبة شينوبي (لغة إنجليزية:Shinobi) (لغة يابانية:忍) ، هي لعبة فيديو من نوع آركيد ، تلعب لشخص واحد وهي من إنتاج شركة سيجا الترفيهية باليابان سنة 1987م، وهي تعمل بنظام سيجا ماسترز سيستم ومدعومة باللغتين اليابانية والإنجليزية، وبطل هذه اللعبة يدعى جون موساشي Joe Musashi ، وهو يسعى للانتقام من قتل والده .

## الوي والإكس بوكس 360
وفي ظل العصر الحديث مازالت جهازي الإكس بوكس الأمريكية والوي اليابانية تدعمان لعبة شينوبي والتي قد تعدى العشرين عاماً ماضية موجودة في المتجر الإلكتروني، وكان ذلك في غاية النجاح .

## وصلات خارجية
- Official website (باليابانية)
- الموقع الرسمي للعبة (شينوبي)